# きよしこの夜 (氷川きよしの曲)
『きよしこの夜』（きよしこのよる）は、日本の歌手氷川きよしがKIYOSHI名義でリリースした初のシングルで、氷川きよしとしては3枚目のシングルである。2001年11月21日発売。発売元は日本コロムビア。

## 概要
10万枚の限定生産。河村隆一がプロデュースを担当。

## 収録曲
1. きよしこの夜
作詞・作曲：ЯK
編曲：宮田繁男
2. キヨシこの夜 ～Angel of mine～
作詞・作曲：SONOMI
編曲：池田賢司
3. Silent Night ～きよしこの夜～
作詞：ヨゼフ・モール
作曲：フランツ・クサーヴァー・グルーバー
編曲：伊戸のりお
4. きよしこの夜 （オリジナル・カラオケ）

## 収録DVD

### きよしこの夜
- 『氷川きよし ファーストコンサートin東京国際フォーラム』（2002年3月20日）
- 『氷川きよしスペシャルコンサート2002 きよしこの夜vol.2』（2003年2月19日）
- 『氷川きよしスペシャルコンサート2003 きよしこの夜vol.3』（2004年3月17日）
- 『氷川きよしスペシャルコンサート2004 きよしこの夜vol.4』（2005年3月23日）
- 『氷川きよしスペシャルコンサート2005 きよしこの夜 Vol.5 ～演歌十二番勝負!～』（2006年4月19日）
- 『氷川きよしスペシャルコンサート2006 きよしこの夜vol.6』（2007年3月28日）
- 『氷川きよしスペシャルコンサート2007 きよしこの夜vol.7』（2008年3月26日）
- 『氷川きよしスペシャルコンサート2008 きよしこの夜vol.8』（2009年3月25日）
- 『氷川きよしスペシャルコンサート2009 きよしこの夜vol.9』（2010年4月14日）
- 『氷川きよしスペシャルコンサート2010 きよしこの夜vol.10』（2011年4月20日）
- DVD『きよしこの夜』（2011年10月19日） - （#1）のPVとカラオケ映像を収録。
- 『氷川きよしスペシャルコンサート2011 きよしこの夜vol.11』（2012年3月21日）
- 『氷川きよしスペシャルコンサート2012 きよしこの夜vol.12』（2013年3月27日）
- 『氷川きよしスペシャルコンサート2013 きよしこの夜vol.13』（2014年3月26日）
- 『氷川きよしスペシャルコンサート2014 きよしこの夜vol.14』（2015年4月15日）
- 『氷川きよしスペシャルコンサート2015 きよしこの夜vol.15』（2016年3月23日）

### キヨシこの夜 ～Angel of mine～
- 『氷川きよし ファーストコンサートin東京国際フォーラム』（2002年3月20日）
- 『氷川きよしスペシャルコンサート2004 きよしこの夜vol.4』（2005年3月23日）
- 『氷川きよしスペシャルコンサート2005 きよしこの夜 Vol.5 ～演歌十二番勝負!～』（2006年4月19日）
- 『氷川きよしスペシャルコンサート2012 きよしこの夜vol.12』（2013年3月27日）
- 『氷川きよしスペシャルコンサート2013 きよしこの夜vol.13』（2014年3月26日）
- 『氷川きよしスペシャルコンサート2014 きよしこの夜vol.14』（2015年4月15日）
- 『氷川きよしスペシャルコンサート2015 きよしこの夜vol.15』（2016年3月23日）

### Silent Night ～きよしこの夜～
- 『氷川きよし ファーストコンサートin東京国際フォーラム』（2002年3月20日）